# Eileiterruptur
Als Eileiterruptur (Synonyme: Tubenruptur, Tubarruptur) wird das Platzen oder Zerreißen des Eileiters (Tuba uterina) bezeichnet.

## Ursache und Krankheitsentstehung
Der Eileiterbruch kann als Folge einer Eileiterschwangerschaft (Tubargravidität) auftreten. Bei einer Eileiterschwangerschaft nistet sich die befruchte Eizelle (Zygote) nicht in der Uterusschleimhaut, sondern in der Schleimhaut des Eileiters ein. Sie ist meist die Folge einer Transportstörung im Eileiter. Durch das Wachstum der Zygote kommt es nach einigen Wochen zum Zerreißen des nur wenig dehnbaren Eileiters, wenn die Frucht sich nicht zuvor gelöst hat. Letzteres führt entweder zu einem Schwangerschaftsabbruch, der in diesem Fall als Tubarabort bezeichnet wird, oder zu einer erneuten Einnistung, dann im Bauchfell, was als Abdominalgravidität bezeichnet wird. Risikofaktoren für eine Eileiterschwangerschaft und damit auch für einen Eileiterbruch sind vor allem vorangegangene Entzündungen der Adnexe, sogenannte Adnexitiden, oder vorangegangene Unterbauchoperationen.

## Klinische Erscheinungen
Ein Eileiterbruch führt zum klinischen Bild eines akuten Abdomens mit akut einsetzenden Unterbauchschmerzen, die häufig seitenbetont sind. Durch die einsetzende Blutung wird das Bauchfell gereizt, so dass es als Zeichen einer Bauchfellentzündung, zu Übelkeit und Erbrechen kommen kann. Anamnestisch können neben den genannten Symptomen zurückliegender Geschlechtsverkehr, ein kurzzeitiges Ausbleiben der Regelblutung (wenige Wochen) sowie ein bestehender Kinderwunsch Hinweise auf ein mögliches Vorliegen einer Eileiterruptur bieten. Beim Abtasten, der Palpation des Bauches, zeigt sich insbesondere eine Abwehrspannung. Die Tubenruptur kann zu einer lebensbedrohlichen Schocksymptomatik führen.

## Diagnose und Therapie
Als Anhalt für eine vorliegende Schwangerschaft wird ein Schwangerschaftstest durchgeführt. Bei der Eileiterschwangerschaft sind Werte für das humane Choriongonadotropin (HCG) erhöht, allerdings weniger stark als bei einer normalen Schwangerschaft. Ein weiteres labormedizinisches Zeichen ist eine Anämie infolge der Blutung. Die Verdachtsdiagnose Eileiterbruch lässt sich mit Hilfe eines vaginalen Ultraschalls erhärten und wird zumeist laparoskopisch gesichert. Die Laparoskopie ist auch die Therapiemethode der Wahl.